# 燐灰ウラン石
燐灰ウラン石（りんかいうらんせき、autunite）は、鉱物（リン酸塩鉱物）の一種。ウランの主要な鉱石鉱物。化学組成は Ca(UO2)2(PO4)2・10-12H2O。正方晶系。紫外線を照射すると、黄緑色の蛍光を発する。
板状あるいは鱗片状をしているため、燐重土ウラン石、燐銅ウラン石などとともに、ウラン雲母（uranmica）ともいわれる。
ウラン鉱床の二次鉱物としてか、あるいはペグマタイトに産出する。日本では、岡山県・鳥取県県境の人形峠鉱山などに産出する。

## 燐灰ウラン石グループ
燐灰ウラン石(autunite)
{\displaystyle {\ce {Ca(UO2)2(PO4)2\cdot 10-12H2O}}}
sodium autunite
{\displaystyle {\ce {Na2(UO2)2(PO4)2\cdot 8H2O}}}
燐重土ウラン石(uranocircite)
{\displaystyle {\ce {Ba(UO2)2(PO4)2\cdot 10-12H2O}}}
燐銅ウラン石(torbernite）
{\displaystyle {\ce {Cu(UO2)2(PO4)2\cdot 10-12H2O}}}
saléeite
{\displaystyle {\ce {Mg(UO2)2(PO4)2\cdot 10H2O}}}
燐アルミウラン石(sabugalite)
{\displaystyle {\ce {HAl(UO2)4(PO4)4\cdot 16H2O}}}
fritzscheite
{\displaystyle {\ce {Mn(UO2)2(PO4,VO4)2\cdot 10H2O(?)}}}
uranospinite
{\displaystyle {\ce {Ca(UO2)2(AsO4)2\cdot 10H2O}}}
heinrichite
{\displaystyle {\ce {Ba(UO2)2(AsO4)2\cdot 10-12H2O}}}
砒銅ウラン石（zeunerite）
{\displaystyle {\ce {Cu(UO2)2(AsO4)2\cdot 10-16H2O}}}
kahlerite
{\displaystyle {\ce {Fe(UO2)2(AsO4)2\cdot 12H2O}}}
nováčekite
{\displaystyle {\ce {Mg(UO2)2(AsO4)2\cdot 12H2O}}}
trögerite
{\displaystyle {\ce {(UO2)3(AsO4)2\cdot 12H2O(?)}}}